# مارکو کومیندا
مارکو کومیندا (انگلیسی: Marco Komenda؛ زادهٔ ۲۶ نوامبر ۱۹۹۶) بازیکن فوتبال اهل کرواسی است.
از باشگاه‌هایی که در آن بازی کرده‌است می‌توان به اشپورت فقاند زیگن اشاره کرد.